# Le Puits et le Pendule
Le Puits et le Pendule és un telefilm francès dirigit per Alexandre Astruc i emès per Radiodiffusion-Télévision Française el 9 de gener de 1964. L'argument està basat en la narració curta d'Edgar Allan Poe El pou i el pèndol de 1842.

## Sinopsi
Condemnat a mort per la Inquisició espanyola de principis del segle xix, un home és empresonat a una presó de Toledo. Es troba lligat d'esquena en una mena de pou amb un pèndol amb una fulla esmolada que baixa lentament fins al seu pit. Tot l'horror de la situació està contingut en el monòleg interior de la víctima: el xiulet regular de les oscil·lacions de la destral que s'acosta és una tortura que surt del pitjor malson.

## Repartiment
- Maurice Ronet: el presoner